# Zodarion egens
Zodarion egens là một loài nhện trong họ Zodariidae.
Loài này thuộc chi Zodarion. Zodarion egens được J. Denis miêu tả năm 1937.